# Черкаська сільська рада (Сарактаський район)
Черка́ська сільська рада (рос. Черкасский сельский совет) — сільське поселення у складі Сарактаського району Оренбурзької області Росії.
Адміністративний центр — село Черкаси.

## Населення
Населення — 2247 осіб (2019; 2255 в 2010, 2115 у 2002).

## Склад
До складу сільської ради входять:
| Населений пункт     | Населення, осіб (2002) | Населення, осіб (2010) |
| ------------------- | ---------------------- | ---------------------- |
| Александровка, село | 324                    | 364                    |
| Черкаси, село       | 1791                   | 1891                   |